# Protezione dalle cadute
Con protezione dalle cadute si intendono l'insieme di strumenti e metodologie utilizzati per evitare che una persona cada dall'alto o per arrestarne la caduta.
Le protezioni dalle cadute sono messe in atto sia in ambito lavorativo, per quanto riguarda i cosiddetti "lavori in quota", sia in ambito sportivo e ricreativo, ad esempio nelle attività di alpinismo e arrampicata o nelle discipline circensi acrobatiche.

## Dispositivi di protezione collettiva anticaduta
I dispositivi di protezione collettiva (DPC) anticaduta includono dispositivi che sono installati in maniera fissa o temporanea e che proteggono la caduta di più persone (da cui il termine "protezione collettiva"), ad esempio: reti di protezione, passamani, passerelle, parapetti, ringhiere, ecc.

## Dispositivi di protezione personale anticaduta
I dispositivi di protezione individuale (DPI) anticaduta includono dispositivi installati in maniera fissa o temporanea, o indossati da una persona, che proteggono dalla caduta la persona stessa, ad esempio: imbragature, linee vita, ancoraggi, ecc.

## Normativa e standard

### In Europa

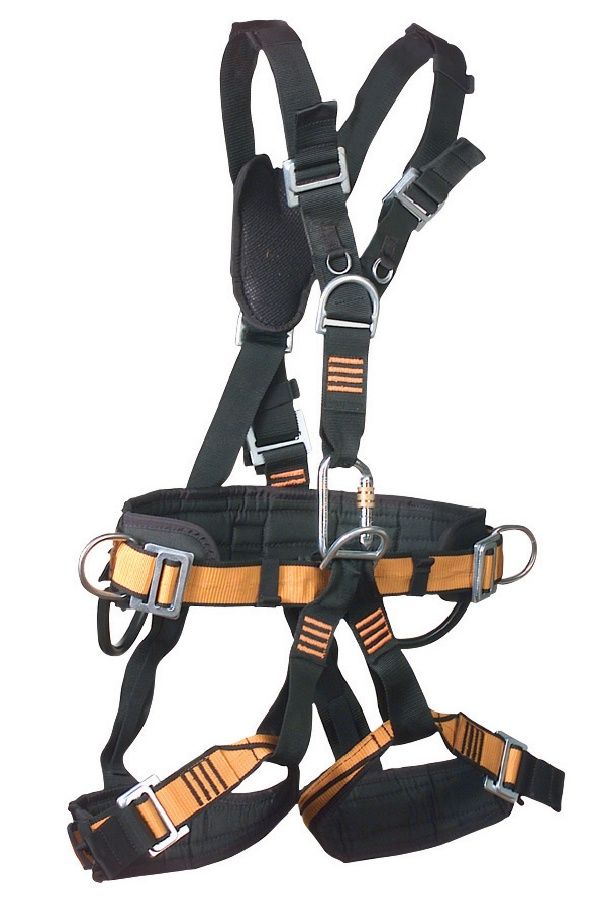
Imbracatura

I DPI anticaduta rientrano tutti nella III categoria, dati i rischi elevati che derivano dalla caduta, sono soggetti a particolari procedure di certificazione CE e devono essere conformi alle norme tecniche di riferimento. Le principali tipologie di DPI anticaduta con le relative norme di riferimento sono le seguenti:
- Imbragatura anticaduta EN 361
- Imbragature di trattenuta e posizionamento EN 358
- Imbragature anticaduta e di posizionamento EN 361 e EN 358
- Imbragature anticaduta, di posizionamento e sospensione EN 361, EN 358 e EN 813
- Imbragature per lavoro in sospensione, quali lavori su piante, EN 358 e EN 813
- Connettori e maglie EN 362
- Cordini di posizionamento fissi EN 354
- Cordini di posizionamento regolabili EN 358
- Cordini doppi, di posizionamento fissi e regolabili EN 354 e EN 358
- Cordini con assorbitori EN 355, eventualmente integrati di dispositivi EN 354 e EN 362
- Assorbitori di energia EN 355
- Dispositivi guidati su fune mobile EN 353.2
- Discensori EN 341
- Bloccanti EN 567
- Carrucole con bloccanti EN 567 e EN 12278
- Dispositivi retrattiti EN 360
- Ancoraggi mobili e/o rimovibili EN 795, A/B/C
- Funi di lavoro EN 1891
- Caschi EN 397

#### In Italia
Ai sensi degli art.111 e seguenti del D.Lgs. n.81/2008, i dispositivi anticaduta che hanno funzioni di accesso e posizionamento mediante funi, sono obbligatori per lavori in quota esposti al rischio di caduta dall'alto, compresi lavori entro pozzi, cisterne e simili, laddove non sia giustificato l'utilizzo di una attrezzatura più sicura in relazione alla breve durata d'impiego e alle caratteristiche del luogo di lavoro. Inoltre il sistema adottato deve consentire l'evacuazione in caso di pericolo imminente.